# Kombi Technik und Sicherheit
| Fahrzeugdaten    | Fahrzeugdaten                    |
| ---------------- | -------------------------------- |
| Besatzung:       | 1 Gruppenführer, 3 Technikhelfer |
| Verwendet von:   | DRK, ASB, MHD, JUH, DLRG         |
| Geschwindigkeit: | 120 km/h                         |
| Verwendet bei:   |                                  |
| Antrieb:         | Straße                           |

Der Kombi Technik und Sicherheit ist ein Fahrzeug des Katastrophen- und Zivilschutzes zur technischen Unterstützung anderer Einheiten. Der Kombi wird als Mannschaftstransportfahrzeug mit Ladefläche (MTF) und einem Anhänger realisiert. In Nordrhein-Westfalen wird lediglich der Anhänger vom Land gestellt. Das Zugfahrzeug ist dann entweder der Gerätewagen Sanitätsdienst oder ein Mannschaftstransportfahrzeug. Er wird ausschließlich von Hilfsorganisationen eingesetzt, jedoch nicht von Feuerwehr und Technischem Hilfswerk. Innerhalb der Einsatzeinheit des DRK wird er besonders oft verwendet.

## Aufgaben
Aufgaben des Kombi Technik und Sicherheit sind:
- Mannschaftstransport
- Stromerzeugung
- Beleuchtung
- Verkehrssicherung
- Heizung
- Brandbekämpfung in Kleinstumfang
- Dekontamination und ABC-Schutz

Beispiel Deutsches Rotes Kreuz (DRK)
Als Einsatzfahrzeug des DRK dienen Kombis, die aus einem Zugfahrzeug und einem Anhänger mit der technischen Ausstattung bestehen. Diese beinhalten:
- 1 × 4-sitziger Kombi mit Ladefläche: Sondersignaleinrichtung, Sprechfunkanlage im 4 Meter-Band der BOS, PKW-Anhängerkupplung, Bordausstattung
- 1 Anhänger mit der notwendigen Ausstattung
- GW-TuS (Gerätewagen Technik und Sicherheit)

Einsatzkräfte:
- 4 Sätze Einsatzbekleidung gemäß Dienstbekleidungsordnung
- 4 Stück geeignete Alarmierungsmittel (z. B. Funkmeldeempfänger)
- Sonstige Ausstattung: 1 × Handsprechfunkgerät 2 Meter-Band mit Zubehör (für Gruppenführer), 1 × Bürokiste[1]

## Ausrückeordnung
Der Kombi Technik und Sicherheit operiert als Trupp Technik und Sicherheit, der für gewöhnlich in einer Einsatzeinheit zusammen mit anderen Gruppen unter Leitung eines Führungstrupps ausrückt, aber in Verbindung mit einem Führungstrupp auch als Schnelleinsatzgruppe ausrücken kann.

## Technik
Das Fahrzeug ist nicht genormt. Die Beschaffung wird durch die jeweilige Hilfsorganisation oder durch das Land vorgenommen. Ähnliche Fahrzeuge sind die Gerätewagen Technik. Es gibt allerdings eine Ausstattungsrichtlinie für Fahrzeuge der Bereitschaften in der gewisse Grundeigenschaften oder Mindestausstattungen festgelegt werden.
| Teil                                                               | Anzahl |
| ------------------------------------------------------------------ | ------ |
| Stromerzeuger 3,5–5 kVA (Drehstrom/Wechselstrom) mit Abgasschlauch | 1      |
| Sicherheitsausstattung für Stromerzeuger                           | 1      |
| Öl-/Benzinauffangwanne                                             | 1      |
| Kraftstoffkanister                                                 | 1      |
| Kraftstoff-Direktentnahme-Anschluss mit Benzinleitung              | 1      |
| Leitungsroller 50 m                                                | 2      |
| Mehrfachabzweigstück                                               | 4      |
| Leitungsverlängerung 10 m                                          | 4      |
| Werkzeugtasche Elektrotechnik                                      | 1      |
| Halogen-Stativscheinwerfer 500 W                                   | 2      |
| Teleskop-Dreibein-Stativ mit Aufnahmebrücke                        | 2      |
| Zeltleuchte                                                        | 2      |
| Leuchtstoff-Handleuchte                                            | 2      |
| Beleuchtungskasten (nach DRK-Norm)                                 | 1      |
| Werkzeugkasten                                                     | 1      |
| Verkehrsleitkegel                                                  | 6      |
| Warnschild nach StVO „allgemeine Gefahrenstelle“                   | 2      |
| Warnblinkleuchte                                                   | 2      |
| Absperrstange                                                      | 10     |
| Absperrbandrollen, je 100 m                                        | 4      |
| Dreigelenk-Leiter                                                  | 1      |
| Zeltheizgerät, gasbetrieben                                        | 4      |
| 6 kg ABC-Löscher                                                   | 3      |
| Löschdecke                                                         | 6      |
| Klappstuhl                                                         | 4      |
| Abfallständer                                                      | 1      |
| Abfallsack                                                         | 20     |
| Trinkwasserkanister 10 l                                           | 2      |